# Завод хімії хлору в Усольї-Сибірському
Завод хімії хлору в Усольї-Сибірському – колишній потужний багатопрофільний майданчик в Іркутській області Росії.
Хімічний завод в Усольї-Сибірському почав роботу в 1936 році з випуску етилової рідини (паливна присадка на основі тетраетилсвинцю).
Восени 1941-го на тлі радянсько-німецької війни сюди з Сакського содового заводу вивезли обладнання електролізного виробництва, яке мало випускати хлор та каустичну соду. Таке рішення пояснювалось наявністю в Усольї-Сибірському соляного промислу, що міг забезпечити постачання сировини для електролізу – хлориду натрію. Запуск обладнання на новому майданчику припав на весну 1943-го.
Також в 1941-му прийняли рішення перемістити зі Сталінграду до Усолья-Сибірського виробництво одного з видів хімічної зброї – люїзиту, технологічний процес отримання якого потребував арсену (найбільшим виробником арсену в СРСР на той час був завод у Свірську тієї ж Іркутській області), хлору та ацетилену. Є відомості, що в 1944 році в Усольї-Сибірському випустили 2044 тонни люїзиту.
В 1960-х майданчик почали перетворювати на центр випуску полімерів на основі хлорованих ненасичених вуглеводнів, при цьому обрали класичну (на той час) вуглехімічну технологію на основі ацетилену. Джерелом останнього є карбід кальцію, який в свою чергу отримують плавкою вугілля з вапном. В межах цього проекту послідовно запустили:
- в 1962-му новий хлорний цех, що використовував діафрагменний метод електролізу;
- в 1963-му виробництва ацетилену, мономеру вінілхлориду (результат реакції ацетилену і хлорводню) та полівінілхлориду. На той час власної сировини для продукування ацетилену ще не було, тому карбід кальцію завозили з Теміртау, а також закуповували в Китаї та Кореї. Відносно потужності по цьому напрямку відомо, що установка належала до серії з проектним показником від 30 до 45 тисяч тонн на рік, а потужність цеху полімеризації складала 24 тисячі тонн полівінілхлориду;
- в 1966-му великотоннажне виробництво карбіду кальцію, яке отримало дві печі продуктивністю по 100 – 105 тисяч тонн на рік. Необхідний для отримання вапна вапняк високої чистоти постачав розташований по іншу сторону Байкалу у Бурятії Білютінський кар’єр;
- в 1968-му цех «наіриту» – синтетичного каучуку, мономером якого виступав хлоропрен (отримують через олігомеризацію ацетилену з подальшою обробкою отриманого вінілацетилену хлороводнем);
- в 1970-му ще один хлорний цех потужністю по хлору 100 тисяч тонн на рік, що використовував ртутний метод електролізу. 
19 жовтня 1970 року в цеху «наіриту» стався вибух, який повністю зруйнував його. На цей час нафтохімія вже витісняла вуглехімію у виробництві полімерів, тому відновлювати цех не стали.
Вибуття виробництва хлоропрену вивільнило великі обсяги хлору та ацетилену, яку вирішили спрямувати на продукування тетрахлоретану (результат двостадійного хлорування ацетилену). В 1974-му запустили відповідний цех, що первісно мав потужність у 20 тисяч тонн на рік, а в 1980-х роках вона була збільшена до 65 тисяч тонн. Тетрахлоретан відправляли на хімічні заводи у Дзержинську та Стерлітамаку, що використовували його для продукування трихлоретилену. Втім, з 1976-го частину продукту споживало запущене в Усольї-Сибірському власне виробництво трихлоретилену потужністю 33 тисячі тонн на рік (на початку 1980-х фактичний випуск досягав 42 тисяч тонн на рік).
Ще одним розрахованим на споживання хлору додатковим виробництвом став запущений в 1974-му цех гіпохлориту кальцію (отримують хлоруванням гашеного вапна). 
В 1982-му почала роботу піролізна установка в Ангарську, яка продукує етилен нафтохімічним методом. Для видачі її продукції проклали етиленопровід Ангарськ – Зима, що також може подавати ресурс на майданчик в Усольї-Сибірському. Використовуючи етилен завод в Усольї почав продукувати дихлоретан – напівфабрикат у отриманні вінілхлориду нафтохімічним методом. Втім, джерела 2000-х років говорять про продукування вінілхлориду в Усольї-Сибірському лише старим, ацетиленовим шляхом. 
До переліку продукції майданчику також входили хлорметан (з 1962-го), метилцелюлоза (отримують обробкою целюлози каустичною содою та хлорметаном), хлорнафталін та хлорскіпідар (ці три продукти випускали ще з 1969-го), фунгіцид петахлорнітробензол (результат хлорування нітробензолу), епіхлоргідрин (отримують хлоруванням пропілену з наступною обробкою каустичною содою, виробництво стало до ладу в 1988-му). Випускали й товарну соляну кислоту (водний розчин хлороводню).
Додатковим напрямком діяльності майданчику став випуск окремих хімічних елементів в металічній формі – калію (почався у 1979-му), кальцію (1980), натрію (1983). 
В 1990-х роках на тлі краху планової економіки завод потрапив у складне становище та суттєво скоротив виробництво. Так, в 1998-му зупинили продукування хлору ртутним методом.
В 2000-х роках завод продовжував діяльність, зокрема, відомо, що в 2006-му змогли випустити 38 тисяч тонн трихлоретилену, а в 2008-му цех епіхлоргідрину випустив 400-тисячну тонн продукції з початку своєї діяльності два десятиліття до того.
В 2010-му на тлі чергової економічної кризи завод зупинив цехи карбіду кальцію, ацетилену, полівінілхлориду, трихлоретилену та гіпохлориту кальцію.
В 2017-му завод, що збанкрутував, був ліквідований (станом на 2020 рік на його майдманчику продовжувало діяти виробництво металічного калію).
Також можливо відзначити, що певний час майданчик носив назву Іркутський хімічний комбінат № 1, а з 1968-го був перейменований в Усольський хімічний комбінат (також відомий як «Усольехимпром»).